# Mohammad Reza Tupchi
Mohammad Reza Tupchi ( persa : محمدرضا 
توپچی nacido el 7 de enero de 1963) es un luchador iraní. Compitió en los 90 kg de estilo libre masculino en los Juegos Olímpicos de Verano de 1988.  También ganó tres medallas de oro en el Campeonato Asiático de Lucha Libre en 1988, 1989 y 1991.